# Вик, Гельмут
Гельмут Пауль Эмиль Вик (нем. Helmut Paul Emil Wick; 5 августа 1915 — 28 ноября 1940) — немецкий лётчик, участник Второй мировой войны. Боевая карьера Вика длилась всего 1 год и 6 дней, за это время он прошёл путь от лейтенанта, ведущего пары до командира эскадры люфтваффе. Ему приписывают 56 сбитых вражеских самолётов, он был лучшим немецким асом, на момент гибели, и четвёртым обладателем Рыцарского креста Железного креста с дубовыми листьями — высшей военной награды Нацистской Германии на то время. Летал исключительно на Messerschmitt Bf 109.
Вик поступил на службу в люфтваффе в 1936 году, пройдя обучение на лётчика-истребителя. Он служил в Jagdgeschwader 2 (2-я истребительная эскадра «Рихтгофен») и принимал участие во Французской кампании и Битве за Британию. В октябре 1940 года он получил должность командира эскадры JG 2 и стал самым молодым офицером в люфтваффе в этой должности. Вик был сбит в окрестностях острова Уайт 28 ноября 1940 года. Скорее всего, это было заслугой британского аса Джона Дандаса, которого затем сбил ведомый Вика. Вик был объявлен пропавшим без вести, но найти его так и не удалось.

## Ранние годы и довоенная служба
Гельмут Вик родился 5 августа 1915 года в Мангейме. Он был младшим из трёх детей в семье сельскохозяйственного инженера Карла Вика и Берты Вик, урождённой Шенк. Изначально семья Виков жила в Свакопмунде, Германская Юго-Западная Африка, там же родился старший брат Гельмута, Вальтер. После начала Первой мировой войны семья вернулась в Германию. Там отец семейства занимался строительством дорог и мостов, благодаря чему Гельмут провёл большую часть своего детства, путешествуя по Германской империи. В 1919 году семья Виков переехала в Ганновер; мать Гельмута умерла там же в феврале 1922 года. Затем его отец отвёз семью в Оливу, недалеко от Данцига, там Вик увлёкся авиацией, совершив свой первый полёт на аэроплане. Позже семья переехала в Кёнигсберг, Восточная Пруссия, а в 1935 году окончательно обосновалась в Берлине.
Гельмут хотел стать пилотом гражданской авиации, но после создания люфтваффе поменял свои приоритеты в пользу лётчика-истребителя. Окончив гимназию в 1935 году, Вик подал заявление на курсы кандидата в офицеры новых ВВС Германии. Затем он провёл год в Имперской службе труда. Получив хорошие результаты на тестах пригодности, 6 апреля 1936 года он был принят в Дрезденскую военно-воздушную академию. 16 апреля он принёс присягу Адольфу Гитлеру. После прохождения курсов подготовки офицеров 13 июля Вик был признан «достойным стать офицером». Затем он начал лётную подготовку и вскоре выполнил первый самостоятельный полёт на Focke-Wulf Fw 44. Вика не считали особо талантливым лётчиком, и он отставал в теоретической подготовке, особенно в тех темах, которыми мало интересовался. В начале мая 1937 года он был ненадолго переведён в строевую часть (6-я эскадрилья 254-й бомбардировочной эскадры). Через месяц он вернулся в Дрезден для завершения обучения на офицера.
Вик не смог пройти третий курс обучения, его сочли «не полностью сформировавшимся как личность». Успехи в лётной подготовке были ниже средних, и Вику рекомендовали «более усердно учиться». В его личном деле значилось: «Маловероятно достижение среднего для обучаемых уровня». Тем не менее, некоторые инструктора видели в Вике потенциал, и он получил второй шанс. 1 апреля 1938 года он явился в школу кандидатов в офицеры при Luftkriegsschule 3 в Вильдпарк-Вест, около Вердера. Он успешно окончил курс и в середине 1938 года начал специальную лётную подготовку на базе истребительной авиации в Вернойхене. Его лётная подготовка по-прежнему была далека от совершенства, но он компенсировал это мастерством воздушной стрельбы и агрессивной манерой ведения боя. По окончании учёбы он был направлен во II группу Jagdgeschwader 135 (135-я истребительная эскадра), которая 1 ноября 1938 года стала Jagdgeschwader 333. Командовал подразделением оберст-лейтенант (подполковник) Макс Ибель, оно было оснащено устаревшими истребителями-бипланами Arado Ar 68, база находилась в Херцогенаурахе. 8 ноября 1938 года обер-фенрих (старший прапорщик) Вик получил звание лейтенанта, а 1 января 1939 года был переведён в I группу Jagdgeschwader 133 (133-я истребительная эскадра), которая позже носила название Jagdgeschwader 53. Именно там Вик начал пилотировать истребитель-моноплан Messerschmitt Bf 109 под руководством Вернера Мёльдерса, лётчика-аса гражданской войны в Испании, которому приписывали 14 воздушных побед. Под руководством Мёльдерса Вик стал швармфюрером (командиром звена).
5 августа 1939 года в Берлине Вик женился на Урселе Рольфс (1916—1968). В браке родились двое детей: сын Вальтер (октябрь 1939 года) и дочь Сабина, родившаяся уже после смерти Вика — в феврале 1941 года.

## Вторая мировая война

### Странная война и Французская кампания
31 августа 1939 года Вик был переведён в Jagdgeschwader Richthofen Nr. I. В то время такого подразделения не существовало; на самом деле его хотели отправить в Jagdgeschwader 1, которая базировалась в Далльгов-Дёберице, недалеко от Берлина. Ранее имя Рихтгофена уже было присвоено другой Jagdgeschwader 1 — времён Первой мировой войны. Название «Richthofen» в приказе на Вика было указано ошибочно. Вик заметил ошибку и решил, что может выбирать между JG 1 и знаменитой Jagdgeschwader 2 (2-я истребительная эскадра), которая носила имя Рихтгофена. Он выбрал второй вариант, подразделением командовал оберст (полковник) Герд фон Массов, на вооружении были Bf.109E-3. Вик присоединился к 3-й эскадрилье, которая отвечала за противовоздушную оборону Берлина во время Польской кампании, с которой началась Вторая мировая война. После захвата Польши JG 2 была переброшена во Франкфурт-Ребшток и получила задание защищать западную границу Германии во время Странной войны в сентябре 1939 года и Французской кампании в мае 1940 года. 22 ноября 1939 года Вик выполнил свой шестой боевой вылет, в котором одержал первую победу в личном зачёте и вторую победу подразделения. Вик дал интервью немецкой прессе для кинохроники, посвящённой его собственному «фактическому» отчёту от 22 ноября. Около Нанси он сбил французский истребитель Curtiss P-36 Hawk, за штурвалом был Сержан Сайяр или Камиль Плюбо, лётчик был убит. За этот подвиг Вик получил Железный крест 2-го класса. Вику разрешили взять увольнительные и провести Рождество со своей женой Урсель, маленьким сыном Вальтером и родителями, после этого он вернулся в своё подразделение во Франкфурт-Ребшток. С 10 по 17 февраля 1940 года Вик и шесть других лётчиков JG 2 провели неделю в Шварцвальде на Фельдберге, где отдыхали и катались на лыжах.
10 мая 1940 года немецкие войска начали наступление в Западной Европе, но Вик не совершал боевых вылетов, так как у его самолёта Bf 109 нужно было заменить двигатель. Семь дней спустя он снова поднялся в воздух, сбив за один вылет три французских бомбардировщика Liore et Olivier LeO 451. К 6 июня у Вика было десять подтверждённых и две неподтверждённые победы. В частности, 5 июня недалеко от Перона с 17:17 до 17:30 он сбил четыре французских истребителя Bloch MB.151/152 (победы с четвёртой по седьмую). Две неподтверждённые победы Вик, якобы, одержал 19 мая над бипланами-торпедоносцами Fairey Swordfish из Королевского ВМФ Великобритании. Свидетелей, которые могли бы подтвердить это, не было. Вик утверждал, что один из вражеских стрелков на Swordfish размахивал куском ткани. Вик воспринял это как попытку сдачи и захотел последовать за противником, проконтролировав его приземление. Когда он начал преследование, стрелок, очевидно, решил, что Вик готовится к атаке, и выстрелил, вынудив немецкого лётчика открыть ответный огонь. Вик сообщил, что около Кале самолёт упал на землю и перевернулся.
На следующий день Вик стал первым пилотом своей I группы, выполнившим 100 боевых вылетов, в тот же день он одержал свои восьмую и девятую победу. За это достижение он был награждён Железным крестом 1-го класса. К концу Французской кампании в активе Вика было 14 подтверждённых побед, в люфтваффе он уступал только гауптману (капитану) Мёльдерсу из JG 53 (25 побед) и гауптману Вильгельму Бальтазару из JG 27 (23 победы). 8 июня Вик сбил ещё два MB.151 недалеко от Реймса. В конце Французской кампании штаб 3-й эскадрильи перебрался на виллу в Бомон-ле-Роже, принадлежавшую художнику Луи Астону Найту, который сбежал за несколько дней до прибытия немцев.

### Битва за Британию
В середине 1940 года во время битвы за Британию против Королевских ВВС (RAF) Вик быстро поднялся в звании и получил известность. Немецкие власти начали использовать имя Вика в масштабной пропагандистской кампании в СМИ. Благодаря этому Вик стал самым известным немецким лётчиком Битвы за Британию, превзойдя Галланда и Мёльдерса. 17 июля в ходе операции Каналкампф Вик сбил Supermarine Spitfire в районе острова Уайт. По данным истребительного командования Королевских ВВС, в этот день было потеряно только два истребителя. Офицер Д. М. Тейлор из 64-й эскадрильи был сбит Bf 109 и совершил вынужденную посадку в Хейлшеме. Сообщалось о происшествии в районе Бичи-Хед, но никто из членов эскадрильи не видел нападавших. Офицер 603-й эскадрильи К. Д. Пил исчез над Ла-Маншем и был объявлен пропавшим без вести.
22 июня 1940 года, перед повышением до обер-лейтенанта, Вик был назначен командиром 3-й эскадрильи, сменив майора Хеннинга Штюмпелла. 11 августа Вик сбил три истребителя RAF. JG 2 участвовала в операции по воздушному сопровождению к острову Портленд. 11 августа командование RAF потеряло 30 истребителей, которые защищали морской конвой и порт на Ла-Манше. JG 2 потерял восемь Bf 109 (три — из группы Вика), четыре пилота убиты, два пропали без вести и один ранен в ходе дневных боёв. Было известно, что подразделение вступило в бой с 87-й и 64-й эскадрильями. В 64-й эскадрилье был повреждён один Spitfire, в то время как 87-я потеряла два Hawker Hurricane. Также в этом сражении участвовала 238-я эскадрилья. Число побед Вика увеличилось до 17.

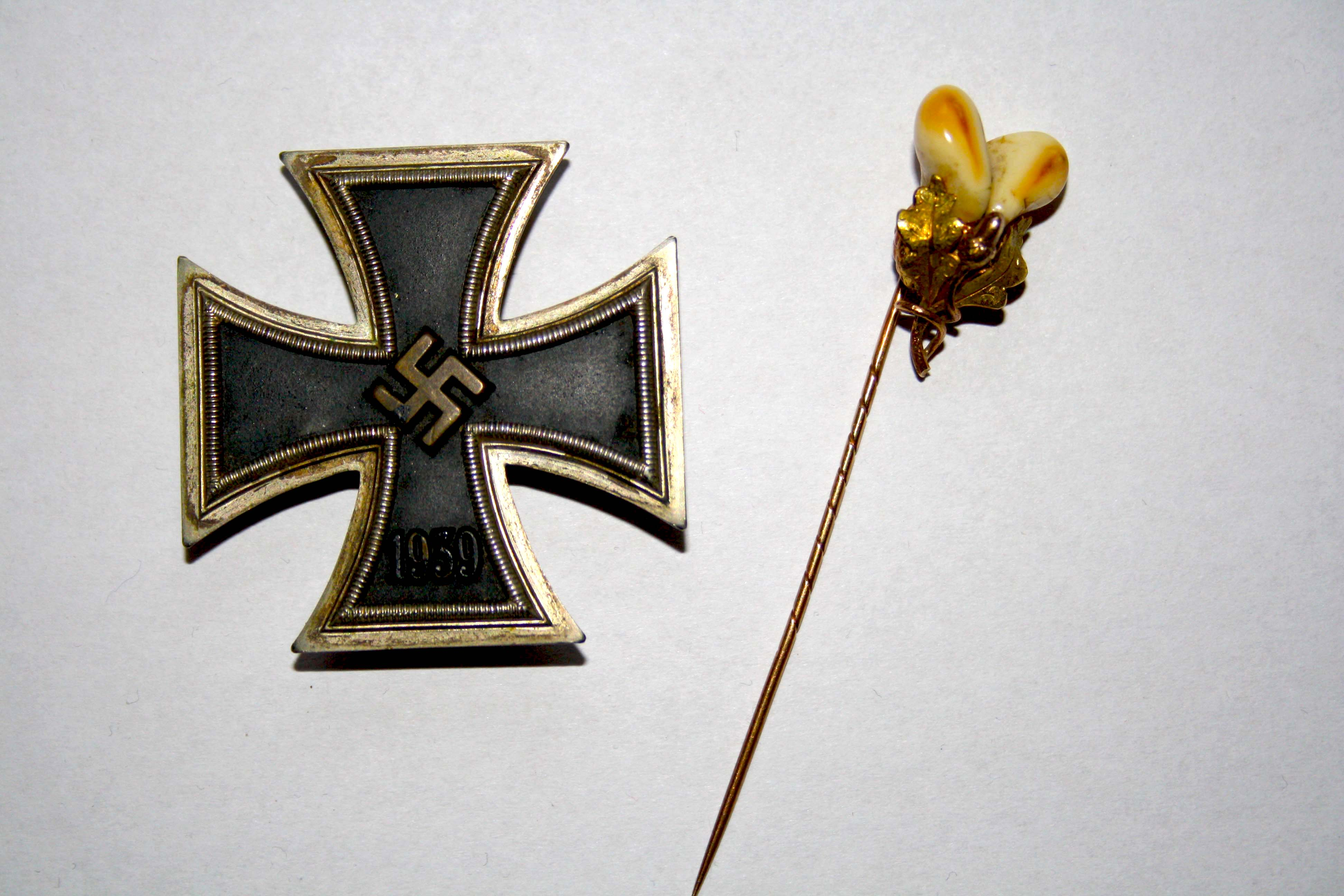
Рыцарский крест Железного креста с дубовыми листьями, которым наградили Вика

25 августа Вик записал на свой счёт 20-ю победу и добавил ещё две через день. 25 августа подразделение Вика сражалось против 609-й эскадрильи. JG 2 потерял два Bf 109 и ещё один был поврежден. Один Spitfire из 609-й был повреждён и ещё один был списан, когда разбился при возвращении на базу. В ходе вечерних воздушных боёв 25 августа 13 истребителей RAF было сбито или совершили аварийную посадку. На следующий день Вика впервые упомянули в вермахтберихте (ежедневный отчёт вермахта). 26 августа он сбил два Hurricane возле Портсмута в 17:30 и 17:35 по центральноевропейскому времени. Два Spitfire 234-й эскадрильи совершили вынужденные приземления, один из них сел после боя с Bf 109 возле Портсмута. В тот день было уничтожено 27 истребителей RAF, ещё пять получили повреждения. В свою очередь JG 2 преодолела отметку в 250 сбитых противников. Достигнув отметки в 20 воздушных побед, Вик получил право на Рыцарский крест Железного креста. 27 августа 1940 года он был награждён Рыцарским крестом Железного креста, награду вручил лично Герман Геринг в Каринхалле. Перед награждением он также дал интервью журналисту Der Adler (еженедельный журнал люфтваффе). В то время вышло несколько статей о Вике. 19 сентября фото Вика появилось на первой полосе Berliner Illustrirte Zeitung.
По возвращении во Францию Вик получил звание гауптмана и 9 сентября был назначен командиром I группы JG 2. В сентябре он продолжил увеличивать число своих побед. 8 сентября Вик сбил три истребителя. Командование RAF сообщило только о четырёх потерях в боях за весь день — все в воздушных боях с Bf 109. Потери были в 41-й, 605-й и 46-й эскадрилье (два самолёта) и зафиксированы с 12:05 до 12:30 по Гринвичу. В последний день месяца Вик сбил два Spitfire возле Портленда в 12:30 и 12:35 соответственно. RAF не зарегистрировали потерь в то время и в том месте, однако в тот день были уничтожены или повреждены 36 британских истребителей, и несколько боёв произошло недалеко от Портленда.

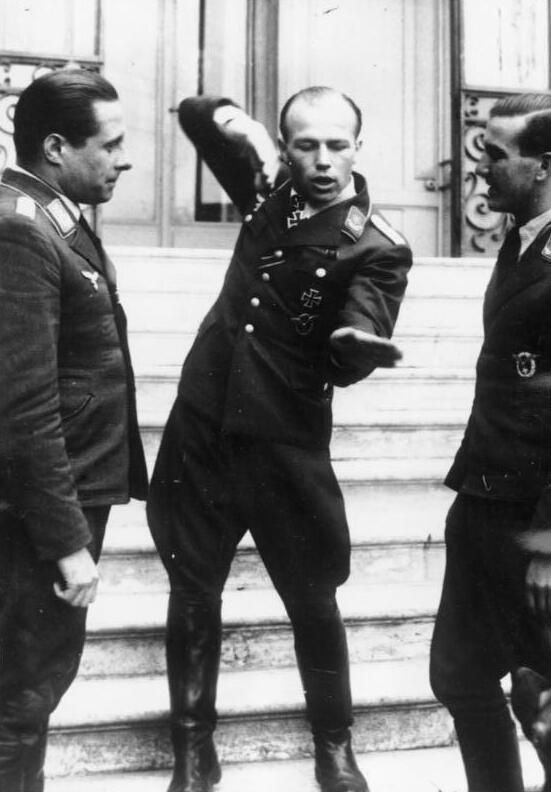
Гельмут Вик (в центре), 6 октября 1940

Вик начал октябрь с двух сбитых Spitfire в первый же день. JG 2 и Zerstörergeschwader 26 (эскадра тяжёлых истребителей) заявили по шесть побед. На самом деле было сбито четыре Hurricane; по крайней мере два из них — ZG 26. 5 октября Вик одержал свою 41-ю боевую победу, обойдя двух своих ближайших конкурентов: майора Адольфа Галланда и оберст-лейтенанта Мёльдерса. Благодаря 41-й победе 6 октября 1940 года его во второй раз упомянули в вермахтберихте. Достижение Вика за 5 октября оказалось уникальным для немецких лётчиков в битве за Британию. Первый бой завязался, когда Вик устремился к группе из девяти истребителей 607-й эскадрильи. Все девять Hurricane получили повреждения. Немецкие лётчики заявили об 11 победах. Вернувшись на базу, Вик заявил, что сбил три Spitfire над Ла-Маншем. Никаких подтверждающих свидетельств с британской стороны не последовало. Ближе к вечеру 6 октября Вик получил приказ явиться к рейхсмаршалу Герингу в Берлин к 15:00 следующего дня. Из-за плохой погоды он решил поехать из Нормандии в Берлин на машине. Вместе со своим ведомым и другом, Рудольфом Пфланцем, Вик ехал всю ночь и прибыл в Имперское министерство авиации как раз вовремя. Ему предстояла встреча с Герингом, фельдмаршалом Эрхардом Мильхом, генерал-полковником Эрнстом Удетом, генералами авиации Куртом Штудентом и Карлом-Генрихом Боденшацем. После встречи в Берлине Вик и Геринг на личном поезде Геринга отправились в Берхтесгаден, куда прибыли 8 октября в 17:00 на официальное награждение. Он также стал четвёртым военнослужащим, который получил Рыцарский крест Железного креста с дубовыми листьями. Отто Дитрих, пресс-секретарь Третьего рейха, представил Вика международной публике на пресс-конференции и назвал его «героем». Выступление Вика оставило преимущественно негативное впечатление, поскольку он выглядел «занудой» (журнал Life) и высмеял своих жертв. Высказывания Вика были опубликованы в номере Life за 9 декабря. Вик высмеивал британскую зенитно-артиллерийскую оборону и намекал, что британские пилоты — трусы.

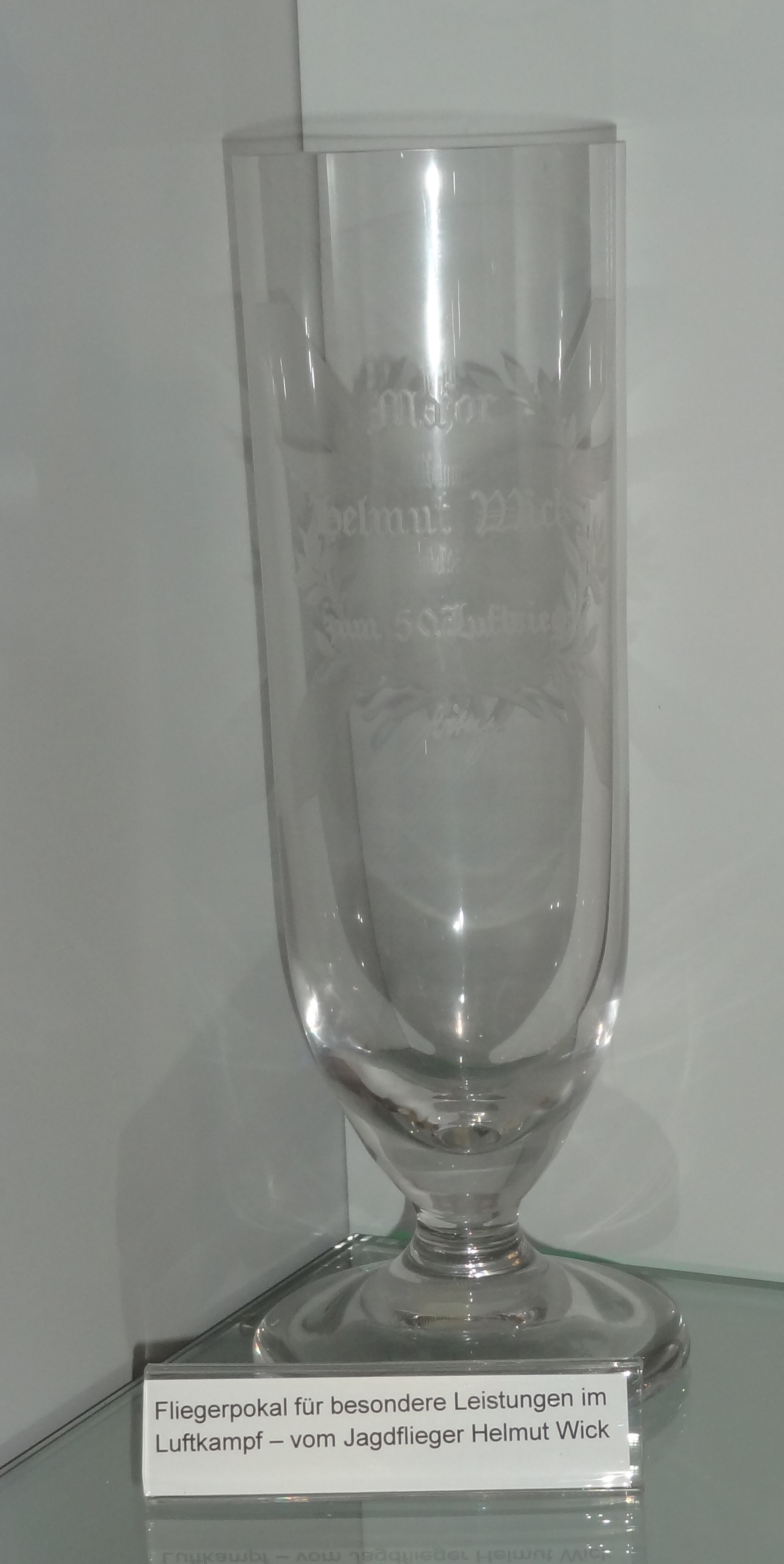
Наградной кубок Вика в честь 50-й победы (Музей Авиации Латцен-Ганновер)

19 октября 1940 года Вик был повышен до майора и назначен командиром 27-й эскадры. Он не хотел покидать свою группу в JG 2, и после раздумий попросил Геринга позволить ему остаться со своей группой. На следующий день Геринг отменил своё решение и назначил Вика командиром JG 2 «Рихтгофен». Таким образом, в 25 лет он стал самым молодым майором и командиром эскадры в люфтваффе. Майор Вольфганг Шельман, командовавший JG 2 с начала сентября 1940 года, был переведён в JG 27 вместо Вика. Эскадра Вика была выбрана для операции по обеспечению воздушного сопровождения личного поезда Гитлера, фюрер направлялся к французско-испанской границе для встречи с Франсиско Франко в Андае. В конце октября Вик имел на счету 49 побед. Он был тщеславным и амбициозным, он хотел догнать и обогнать Галланда и Мёльдерса, своего бывшего инструктора, он был готов рисковать и делать больше вылетов.
В ноябре 1940 года Вик продолжал стабильно сбивать самолёты противника. 5 ноября он утверждал, что сбил в тот день три истребителя RAF к северо-востоку от Портленда. Однако командование RAF не несло потерь в этом районе. Территориально ближайшей потерей был сбитый пилот ирландской 238-й эскадрильи, который выпрыгнул с парашютом после боя возле Борнмута. 6 ноября JG 2 использовала Junkers Ju 87 в качестве приманки, чтобы заманить RAF в бой. Уловка удалась, и Вик одержал ещё пять воздушных побед. Лётчики Вика сбили восемь самолётов, пять были подтверждены истребительным командованием RAF. 16 ноября 1940 года JG 2 «Рихтгофен» одержал свою 500-ю воздушную победу.

### Гибель
28 ноября 1940 года Гельмут Вик одержал свою 55-ю воздушную победу, сбив Spitfire. Офицер 602-й эскадрильи Арчибальд Лайалл, как сообщается, погиб. Таким образом, Вик стал самым результативным лётчиком-истребителем в люфтваффе, обогнав Мёльдерса, чей результат в то время составлял 54 победы. Однако в статусе лидера Вик прожил всего два часа. Вернувшись с этой миссии в Шербур-Керкевиль, Вик приказал заправить самолёт топливом и перевооружить. Вместе с ведомым Эрихом Леи Вик вылетел в 16:10 и вернулся в окрестности острова Уайт. Заметив группу Spitfire, он набрал высоту, чтобы атаковать с более выгодной позиции. В пике Вик сбил Spitfire и убил пилота Сражающейся Франции Поля Байона из 609-й эскадрильи.
Вик был настоящим смельчаком, обладал прекрасным зрением и поэтому обычно первым видел вражеские самолёты. Затем он открыл дроссельную заслонку и просто пошёл за ними. Я так не делал, но, наверное, поэтому я всё ещё жив, а он нет.Франц Фиби, ведомый Вика
Вскоре после этого, около 17:00, самолёт Вика Bf 109 E-4 (заводской номер 5344) был сбит. Вероятно, это сделал лейтенант Джон Дандас из 609-й эскадрильи, хотя не исключено, что Вик стал жертвой Эрика Маррса; польский пилот Зигмунт Кляйн из 234-й эскадрильи, возможно, также обстреливал самолёт Вика, он также был сбит и погиб в том бою. Фиби и Леи увидели, как Spitfire устремляются в атаку, и сумели уйти от них, но потеряли из виду Вика и Пфланца. Рудольф Пфланц видел, как Spitfire сбил Bf 109, пилот которого покинул самолёт. Затем Пфланц сбил Spitfire, который, по его наблюдениям, упал в море с пилотом внутри. Позже Пфланц утверждал, что Вик выжил после падения, Пфланц видел, как Вик барахтался в воде в рваной форме.

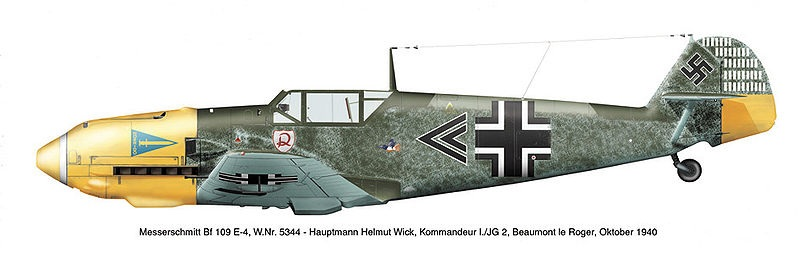
Messerschmitt Bf 109 E-4, № 5344, который пилотировал Вик в день гибели

Лишь позже Пфланц узнал, что это был Вик. Геринг приказал группе торпедных катеров кригсмарине совершить ночную поисково-спасательную операцию, чтобы найти Вика. На следующий день другие военные корабли и служба спасения «воздух-море» в сопровождении истребителей JG 2 тщетно продолжали его поиски. Утверждалось, что немцы давали запрос по Вику в министерство авиации ВВС Великобритании. Однако его так и не нашли, и 4 декабря 1940 года люфтваффе в ежедневном вермахтберихте объявило его пропавшим без вести, предположительно, погибшим. Позднее в немецких отчётах изменили статус Вика на «убитый». Вик во время своего 168-го боевого вылета стал первым обладателем Дубовых листьев, погибшим в бою. Потеря Вика негативно сказалась на моральном духе в JG 2. Причиной смерти Вика могла стать боевая психическая травма.
23 января 1941 года отцу Вика позвонил Карл Боденшац из главной ставки Гитлера и сообщил, что Вик выжил, но попал в плен. В официальном сообщении Reuters указывалось, что 25-летний майор люфтваффе, которому приписывают 56 воздушных побед, был интернирован в лагерь для военнопленных в Канаде. И Гитлер, и Геринг пытались получить подтверждение отчёта. 5 февраля 1941 года его вдове Урсель пришла телеграмма из Оттавы, которая сообщила, что Вик не интернирован в Канаду. Позже она ещё во время войны вышла замуж за военного врача, капитана, доктора Герхарда Тауша.

## Память
Уже 4 декабря 1940 года в вермахтберихте подчёркивалось, что Вик «[…] будет оставаться образцом для подражания среди немецкого народа и особенно среди немецкой молодёжи». Нацистская пропаганда использовала образ Вика и других асов для создания своих собственных героических легенд и для демонстрации «идеального образа арийского сверхчеловека: молодого, смелого, привлекательного, успешного и в то же время немного отстранённого». В январе 1941 года в газете Der Adler появилась статья под названием «Погоня в небе», якобы, написанная Гельмутом Виком, в которой последний с увлечением рассказывал о своих полётах в июне-июле 1940 года. Несмотря на смерть Вика, было объявлено о продолжении статьи. В середине февраля 1941 года действительно вышла пропагандистская статья, в которой Вика назвали «молодым Зигфридом люфтваффе». В 1942 году Ассоциация немецких культурных связей за рубежом продала рисунок Вика, художник-пропагандист Вольфганг Вилльрих оформил его в нацистском стиле как открытку от майора Вика.
С 1941 года вышло несколько биографий Вика в виде записных книжек и книги, основанной на материалах агитационных компаний. Эти биографии созданы в духе нацистской пропаганды, в них Вик и его авиационная карьера героизируются и приукрашиваются. В 1941 году издание «Флаер-буклет: что вы знаете об авиации?» опубликовало 16-страничную пропагандистскую иллюстрацию «Майор Вик — модель немецкого лётчика-истребителя», автор — Вальтер Цуэрль. В 1943 году вышла 48-страничная биография, написанная Францем Людвигом Нехером, которая была опубликована как выпуск № 3 в серии книг «Наши лётчики-истребители». Книга про Гельмута Вика, написанная военным корреспондентом Йозефом Граблером, также была опубликована в 1943 году. Биография лётчика-героя основывалась на пропагандистских отчётах о войне и была опубликованная в серии книг Adler-Bücherei, изданной люфтваффе в пропагандистских целях. После 1945 года на основании приказа № 4 Контрольного совета союзников работы Цуэрля и Граблера были отнесены к произведениям национал-социалистического и милитаристского характера и подлежали изъятию из библиотек и книжных магазинов.
В 1961 году в издании Der Landser появился буклет о Вике, разработанный Армином Реллингом. Затем в Der Landser вышла большая биография Вика, автором которой был Хайнц Новарра. Другая биография Вика вышла в 1965 году в 25-ю годовщину его смерти в «Ежегоднике немецких солдат» правого издательства Schild-Verlag.
В декабре 1999 года правая газета National Zeitung издала биографию Вика в серии «Великие немецкие солдаты — бессмертные герои». Вика назвали одним из «совсем молодых бойцов немецкого вермахта», чьё «сердце [билось] за отечество». В люфтваффе он «совершил поистине стремительный взлет», который «превратил его из неприметного лейтенанта и командира группы в знаменитого командира эскадры». В серии писали только про солдат, лояльных нацистскому режиму, иногда использовали клише вермахта и нацистской пропаганды. Политолог Фабиан Вирхов назвал серию результатом работы «воображения крайне правых людей».